# Kamov Ka-52
El Kamov Ka-52 «Alligator» (en ruso: Ка-52 «Аллигатор», designación OTAN: Hokum-B) es un helicóptero de ataque biplaza todo tiempo de fabricación rusa que cuenta con el distintivo sistema de rotor coaxial del departamento de diseño de Kamov. Se trata de un desarrollo del monoplaza Kamov Ka-50 al que se le ha ampliado la sección delantera para albergar al copiloto. A diferencia de la mayoría de los helicópteros de ataque, los tripulantes del Ka-52 no van sentados en tándem, sino que van uno al lado del otro, y dispone de asientos eyectables. Realizó su primer vuelo 25 de junio de 1997 y entró en producción en serie el 29 de octubre de 2008. El Ka-52 resultó ser no tan eficiente como se lo esperaba, vislumbrándose errores en su diseño, dependencia y empleo de tecnologías de origen occidental, problemas de vibración y sistemas de asientos eyectables poco fiables, con al menos 60 unidades perdidas en la invasión rusa de Ucrania de 2022.

## Historia

### Antecesor

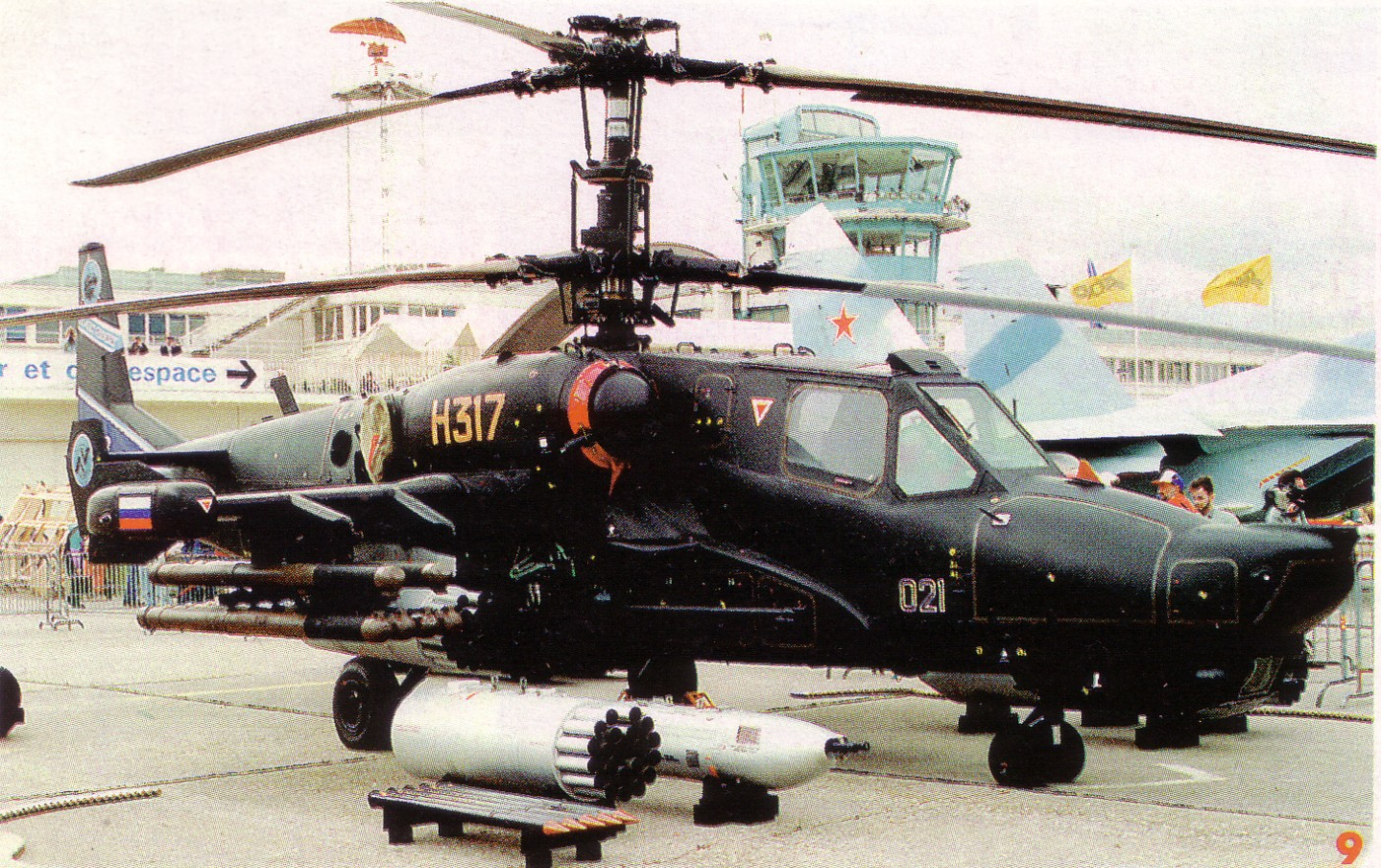
Kamov Ka-50 "Tiburón Negro" en exhibición.

En 1976, ante la necesidad de contar con un helicóptero cuyas características de maniobrabilidad pudieran complementar a la flota de helicópteros Mil Mi-24, la Unión de Repúblicas Socialistas Soviéticas (URSS) emitió una solicitud y puso en competencia a sus dos fabricantes de helicópteros principales; Kamov y Mil. Como resultado, el Consejo de Ministros de la Unión Soviética resolvió ordenar la compra del nuevo helicóptero de ataque que resultó ser el vencedor, un helicóptero desarrollado por Kamov, y cuya primera fotografía apareció en occidente en 1989. Este helicóptero resultó siendo designado Ka-50, en 1992. Por otra parte, el desarrollo de Mil culminó en el Mi-28.
Durante las pruebas operacionales de lo que se convertiría en el Ka-50, entre 1985 y 1986, se validó su diseño, siendo el primer lote de ellos encargado en 1990. En 1993, cuatro helicópteros de producción se asignaron al Centro de Entrenamiento de Combate de Aviación del Ejército de la Federación Rusa, para comenzar con pruebas. En ellas, el Ka-50 superó al Mi-28, aunque el colapso de la URSS hizo que solo unos pocos de estos helicópteros fueran entregados, en lugar de las docenas que eran originalmente planeadas.
A raíz de esto, posteriormente, y a principios del siglo XXI, el Mi-28 también fue seleccionado para ser integrado a las Fuerzas Armadas, con lo cual se operan dos modelos de helicópteros a la vez. El Ka-50 fue empleado como un helicóptero de apoyo de las fuerzas especiales, mientras que el Mil Mi-28 se convirtió en el principal helicóptero de ataque de la Aviación de Ejército de la Federación de Rusia.

### Ka-52

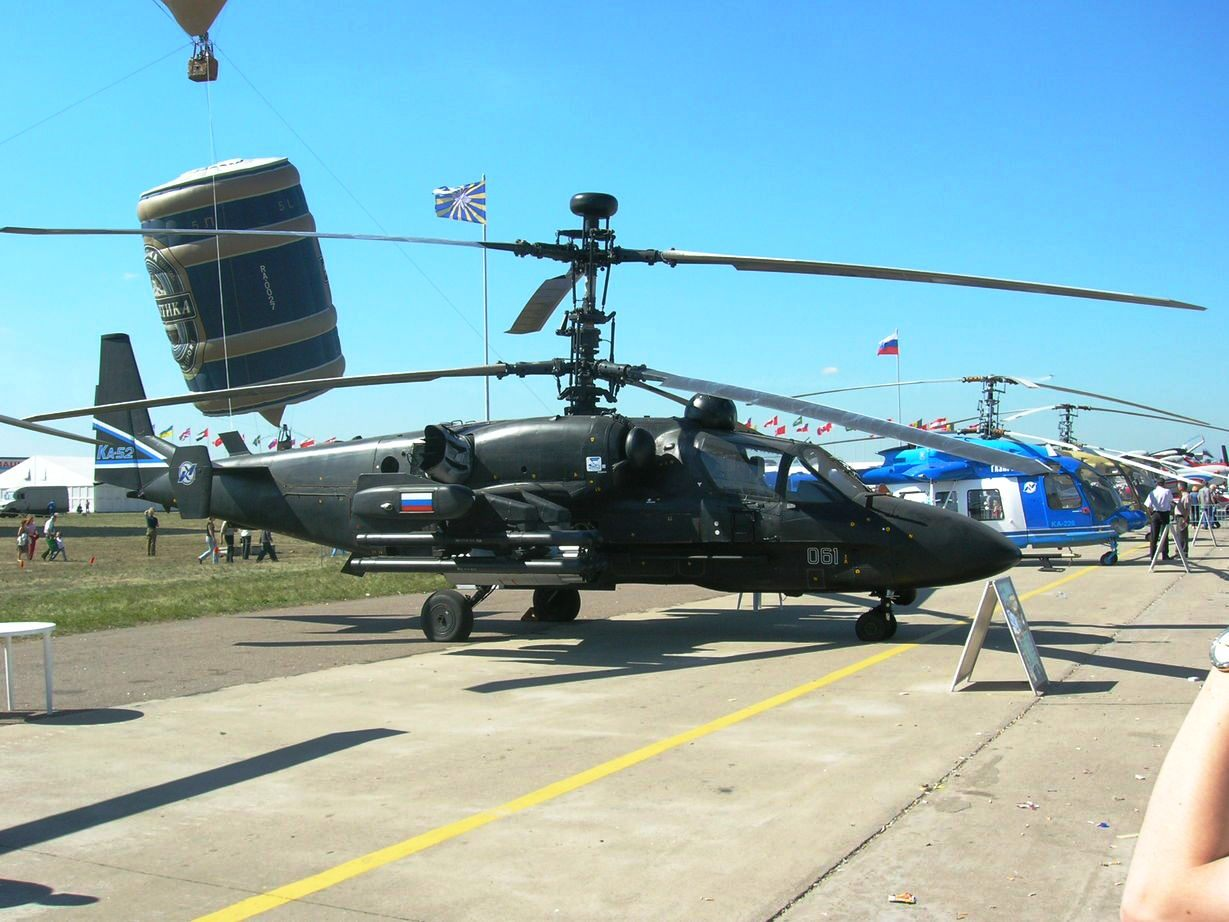
Ka-52 en la exhibición MAKS de 2005, Moscú.

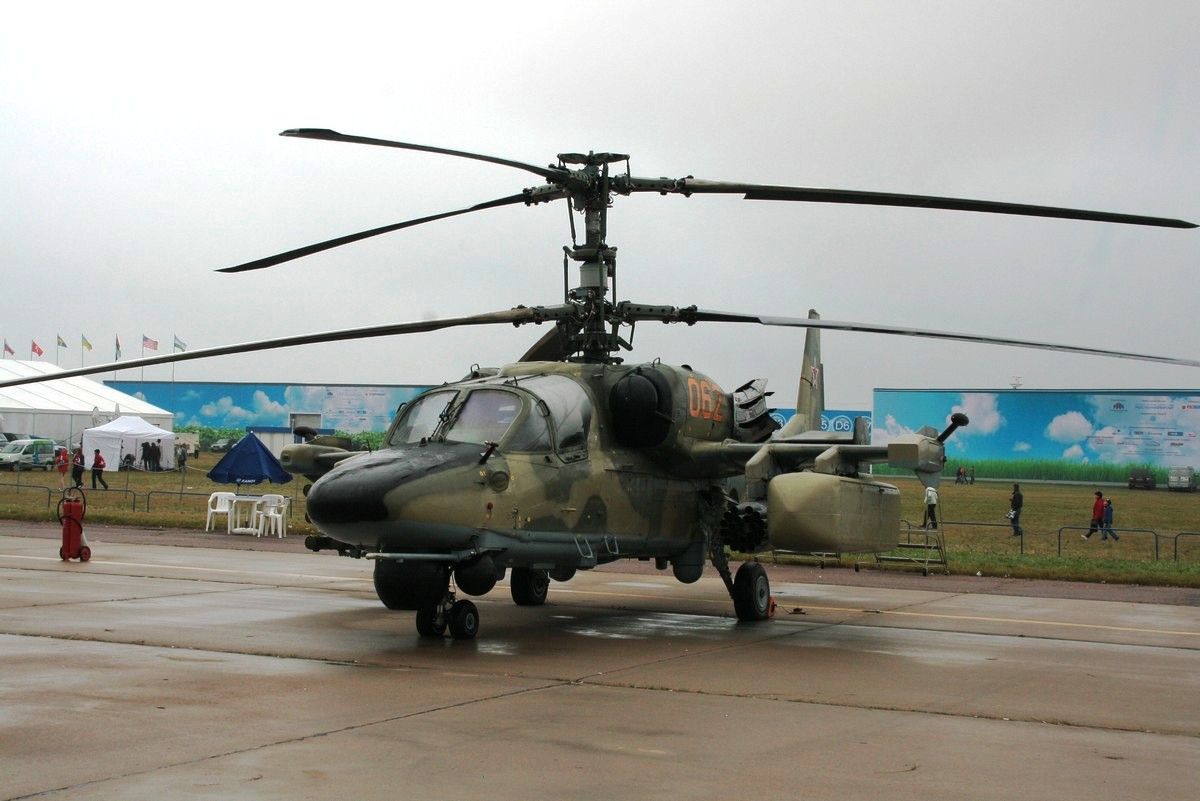
Ka-52 en la exhibición MAKS de 2009, Moscú.

En la época en que se realizaban las pruebas comparativas del prototipo del Ka-50 y el Mi-28, el equipo de Kamov presentó un desarrollo dedicado para reconocimiento, designación de objetivos y coordinación de operaciones de helicópteros de ataque, aunque las dificultades económicas obstaculizaron ese programa. Kamov eligió una versión modificada del Ka-50, con un sistema de reconocimiento y designación de objetivos, variante que requería de un segundo tripulante para operar los equipos de reconocimiento y radar. 
Esta versión de dos asientos, designada Ka-52, tuvo como diseñador jefe del proyecto a Serguéi Mijeev, quien siguió las tradiciones de la escuela soviética en cuanto a aeronaves de ataque.

### Servicio
La fabricación del primer Ka-52 comenzó a mediados de 1996 y su producción en serie en 2008. En 2010, el 696.º Regimiento de Helicópteros de Instructores e Investigación recibió ocho helicópteros para investigación y desarrollo. En 2010, se entregaron cuatro Kamov Ka-52 de producción en serie al 344.º Centro de Entrenamiento de Combate y Conversión de Tripulaciones Aéreas.
El Ka-52 entró en servicio en 2011, en sus primeras unidades operativas. Se encargaron 2 Ka-52 experimentales y 24 de serie para ser entregados hasta 2012. Un segundo contrato fue firmado en 2011 para comprar 146 helicópteros Ka-52 hasta 2020. En 2018 se expresó interés en comprar 114 Ka-52 adicionales dentro del nuevo Programa Estatal de Armamento 2018-2027. La Fuerza Aérea Rusa se cree operaba 200 helicópteros Ka-52 en 2020. 
En 2005, la Fuerza Aérea Rusa decidió probar el Mi-28N para reemplazar el Ka-50 y al Ka-52, considerados estratégicamente obsoletos. Además el Ka-52 resultó ser no tan eficiente como se lo esperaba, debido a su sobrepeso. Así los Mi-28N reemplazarán a los Mi-24. Pero al final parece que se apostó por el Ka-52 asignándole la misión de helicóptero de combate para apoyo de fuerzas especiales.

### Exportación

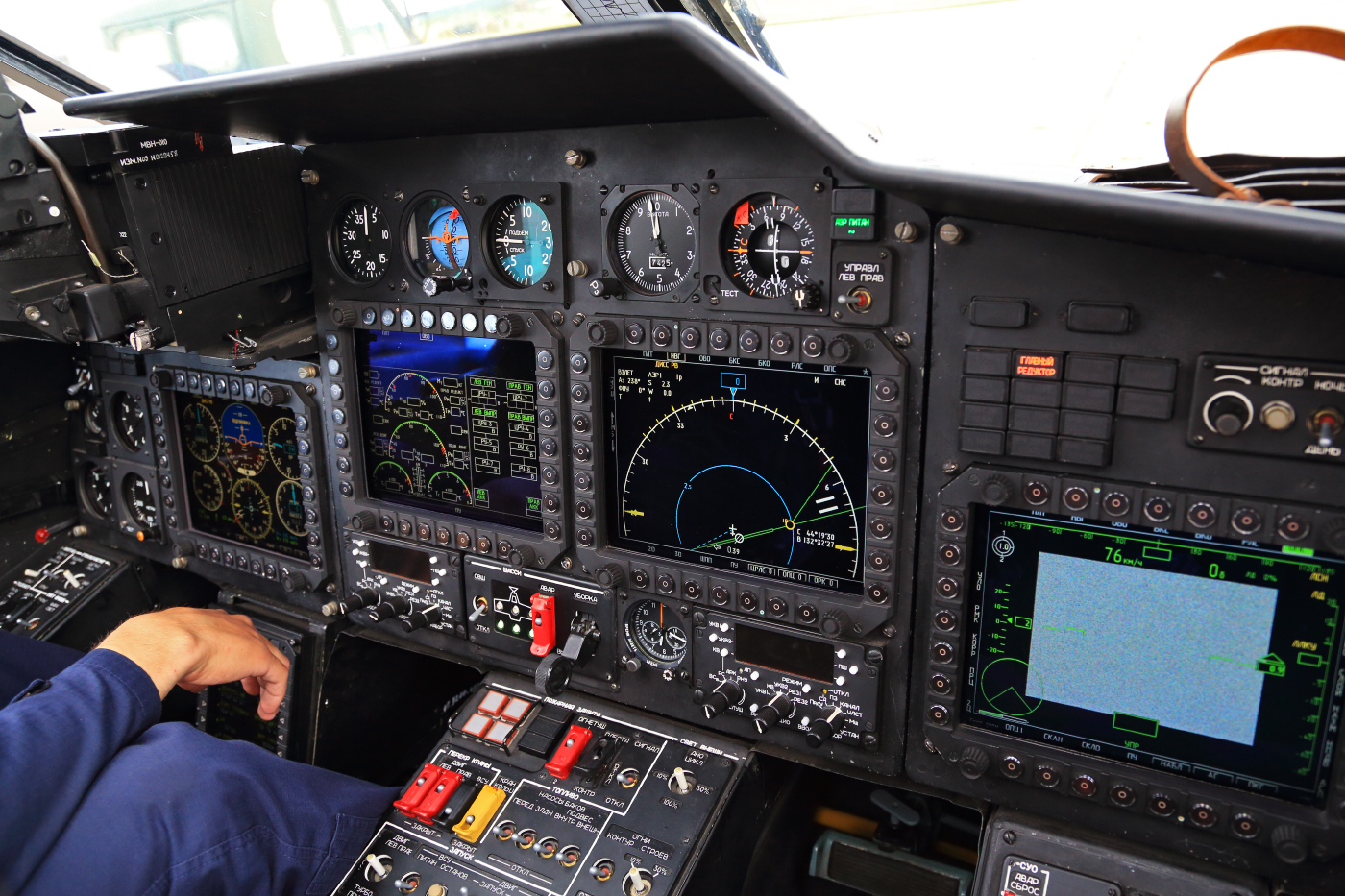
Cabina Kamov Ka-52 de la Fuerza Aérea Rusa.

En 2015, Egipto firmó la compra de 46 Ka-52. El primer lote de 3 helicópteros Ka-52 se entregó en 2017. Para fines de 2017 Egipto había recibido 19 Ka-52. El helicóptero es una versión modificada del Ka-52 básico. El Ka-52 egipcio utiliza materiales anticorrosión y tiene un fuselaje reforzado. El modelo egipcio cuenta con aviónica actualizada y está optimizado para operar en climas cálidos. Inicialmente se indicó que Egipto quería 32 Ka-52K  y 46 Ka-52. Dado que el cliente fue la Fuerza Aérea de Egipto los Ka-52K parece que se cayeron de la lista de la compra. Dado que Egipto opera desde hace años los AH-64 Apache se cree que la compra buscaba más fines políticos que militares. Esto fue confirmado cuando Egipto encargó la actualización de sus helicópteros al estándar AH-64E, descartando a los KA-52 dados los problemas que ha tenido con ellos. Los egipcios se quejaron de la baja potencia de los motores en climas cálidos, problemas con los sistemas y difícil mantenimiento.
Se cree que China estaría considerando comprar unos 36 helicópteros Ka-52K Katran para destinarlos a sus buques anfibios LHD Tipo 075. No está del todo claro que este rumor sea cierto dada la apuesta china por helicópteros propios y drones.
Argelia se rumoreó durante años que podría ser otro cliente de exportación del helicóptero Kamov Ka-52K para su buque anfibio. El ejército de Argelia compró Mi-28 y parece estar muy contento con ellos. Pero se necesita reemplazar los Mi-24 modernizados, por lo que también podría estar interesado.
En 1997 Israel Aerospace Industries (IAI) y Kamov inscribieron al Ka-50-2 Erdoğan en el concurso turco para comprar helicópteros de combate. Turquía inicialmente seleccionó una versión mejorada del Bell AH-1 SuperCobra pero al final el contrato se adjudicó al A129 en 2007. Turquía construye ahora su propio helicóptero de ataque 
India emitió una solicitud de 22 helicópteros de ataque en 2008. La licitación fue finalmente cancelada y posteriormente se anunció una nueva con condiciones revisadas. Rusia ofreció el Mi-28N y el Ka-52. India prefirió comprar el AH-64 Apache.
 
Las posibles exportaciones se han visto también perjudicadas por la competencia del Mi-28,  helicóptero de ataque ruso diseñado por Mil y con nombre OTAN Havoc-A para el Mi-28A y Havoc-B para el Mi-28N.

### Versión naval

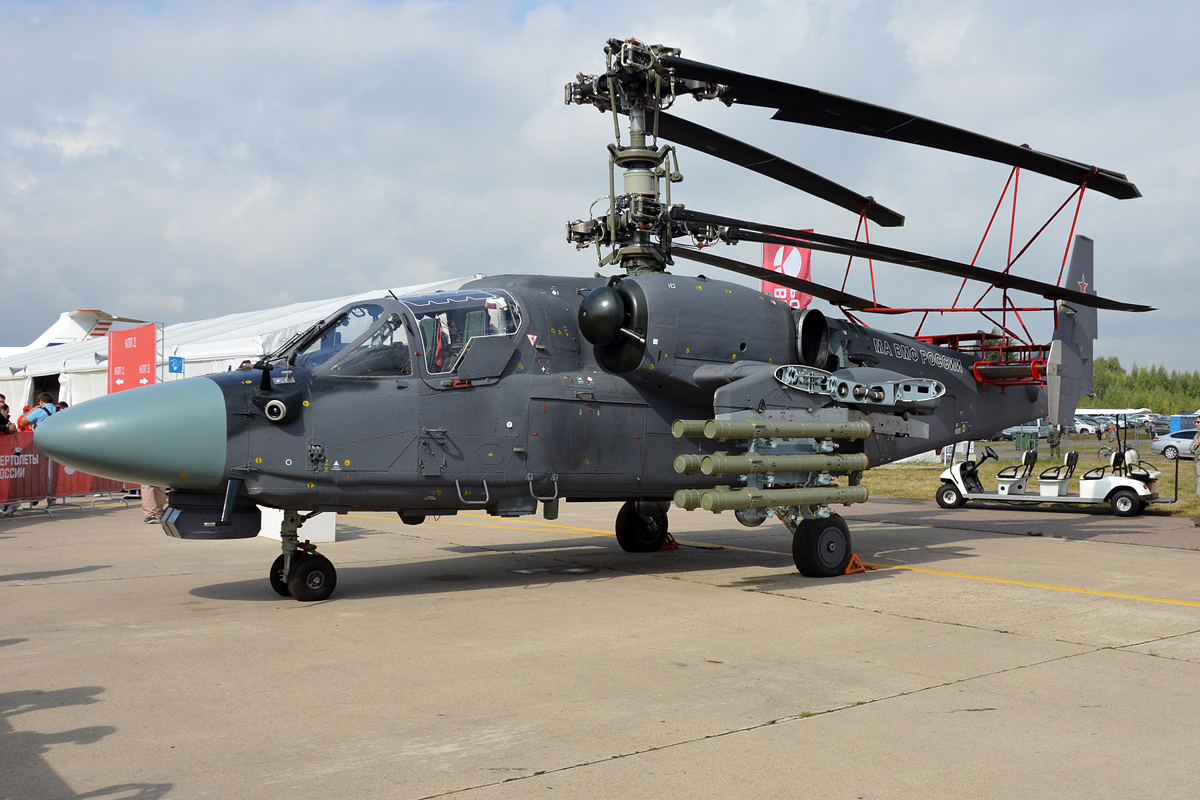
Ka-52K "Katran" Armada Rusa.

Los buques de asalto anfibio ordenados por Rusia a Francia debían contener grupos de aviación. Cada uno de estos grupos incluiría 8 helicópteros de ataque y 8 helicópteros de asalto /transporte. El Ka-52K Katran era el derivado navalizado del Ka-52 elegido como nuevo helicóptero de ataque embarcado de  la Aviación Naval Rusa. Sus características incluían palas de rotor plegables, alas plegables y sistemas de soporte naval, tratamiento anticorrosión especial y nuevo radar para operar con misiles antibuque. La aviación naval rusa necesitaba al menos 40 Ka-52K, para entrar en servicio a partir de 2015, coincidiendo con la entrega del primer buque anfibio. El primero de los cuatro Ka-52K voló en marzo de 2015. El Ka-52K paso todas las pruebas y estaba listo para producción en serie. Sin embargo, tras la anexión rusa de Crimea, se canceló la venta de los buques anfibios a Rusia.

### Experiencia de combate
Helicópteros Ka-52 fueron desplegados en 2015 en apoyo de la intervención militar rusa en la guerra civil siria. Se cree que estaban asignados a la defensa de la base rusa en Latakia, misiones de escolta para helicópteros de búsqueda y rescate, y apoyo de tropas especiales rusas. Los Ka-52 participaron en la captura de la ciudad de Al-Qaryatayn y en la ofensiva de Palmira. Adicionalmente han sido ampliamente utilizados en la Invasión rusa de Ucrania con una alta tasa de derribos ( sobre 100 unidades).

### Mejoras

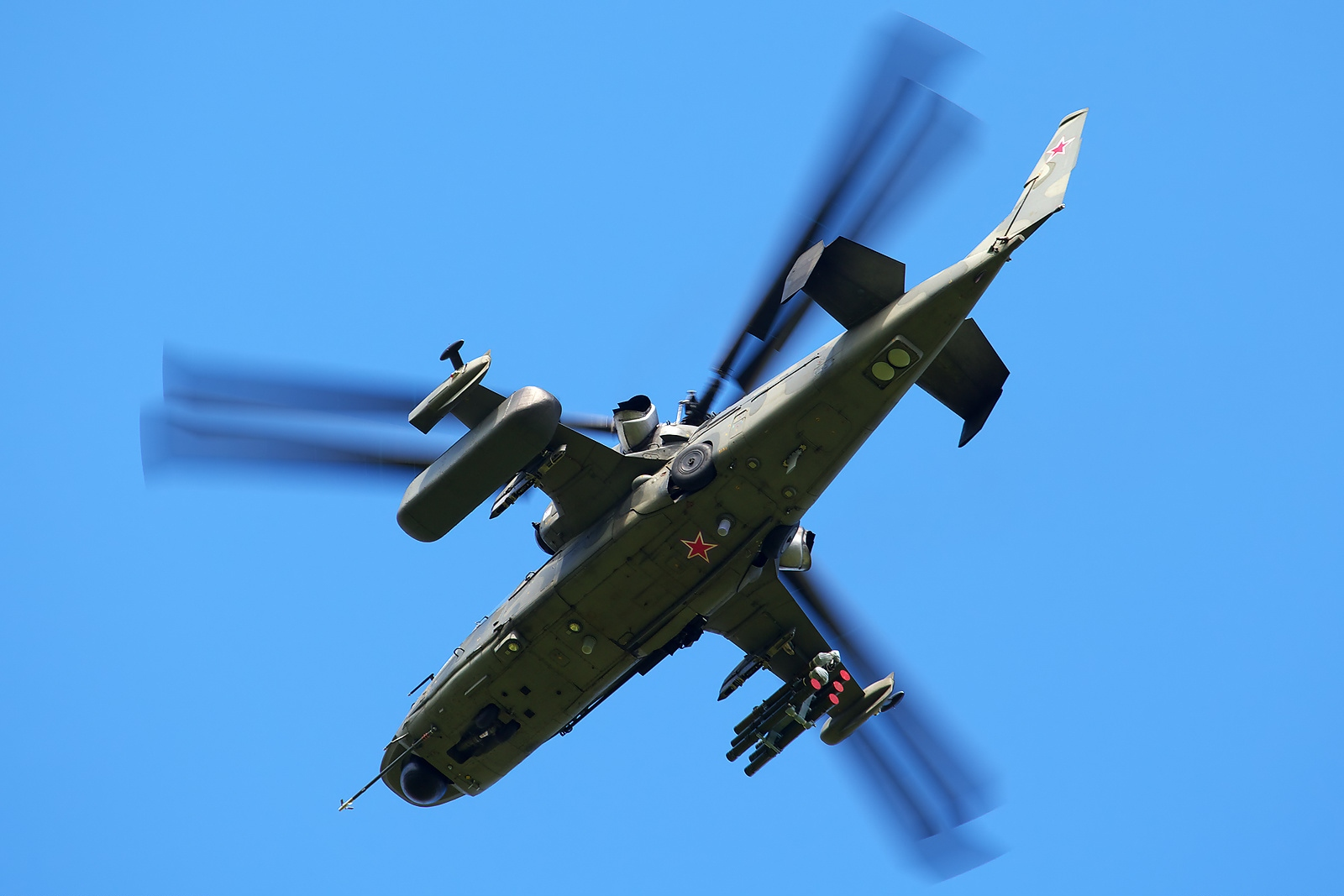
Vista desde abajo de un Kamov Ka-52.

En 2020 se hizo público que se estaba trabajando en la versión Ka-52M, modernización que mejora diversas capacidades operativas y de armamento. El trabajo de desarrollo sobre la modernización necesaria del Ka-52 tuvo en cuenta la experiencia rusa en Siria.

## Operadores
- La Fuerza Aérea Rusa opera 200 Ka-52[9] en 2020.[10]
- La Fuerza Aérea de Egipto.

## Especificaciones
Referencia datos: http://www.russianhelicopters.aero/es/helicopters/military/ka-52/features.html

### Características generales
- Tripulación: 2
- Longitud: 16 m
- Diámetro rotor principal: 14.5 m
- Altura: 4.93 m
- Peso vacío: 7.700 kg
- Peso máximo al despegue: 10.800 kg
- Planta motriz:  turboeje Klimov VK-2500.
  - Potencia: 2 x 2400 cada uno.

### Rendimiento
- Velocidad máxima operativa (Vno):  300 km/h
- Velocidad crucero (Vc): 260 km/h
- Alcance: 460 km
- Alcance en ferry: 1110 km
- Techo de vuelo: 5500 m
- Régimen de ascenso: 12,0 m/s

### Armamento
- Cañones: 1× cañón automático Shipunov 2A42 cal. 30 mm
- Puntos de anclaje: 6 y 2 más en las puntas de las alas para contramedidas de infrarrojos para cargar una combinación de:   
  - Cohetes: 8 x cohetes S-8 de 80 mm no guiados
  - Misiles: Antitanque con sistema de guía láser ATAKA y VIKHR,Antiaéreo 9K38 Igla
  - Otros: Contramedidas de infrarrojos direccionales (DIRCM)

### Desarrollos relacionados
- Kamov Ka-50

### Aeronaves similares
- AH-1 SuperCobra / AH-1Z Viper
- AH-64 Apache
- Agusta A129 Mangusta
- Denel AH-2 Rooivalk
- Eurocopter Tigre
- Mil Mi-28
- CAIC WZ-10
- HAL Light Combat Helicopter